# Інститут Африки РАН
Інститут Африки РАН (рос. Институт Африки РАН, ИАф РАН) — науково-дослідний інститут Російської академії наук у галузі комплексного вивчення Африки, базова організація для діяльності Наукової ради з проблем Африки (рос. НСА) Відділу глобальних проблем і міжнародних відносин Російської академії наук.

## Діяльність
Наукова діяльність Інституту Африки РАН здійснюється відповідно пріоритетних напрямків фундаментальних досліджень, встановлених Президією РАН і закріплених Статутом Інституту. Наукові співробітники Інституту займаються дослідженням історичних, соціально-політичних, економічних, етнокультурних проблем Африканського континенту. За період діяльності Інституту була створена вагома наукова база розвитку радянсько-африканських, а пізніше російсько-африканських відносин.

## Історія
Інститут розпочав діяльність у жовтні 1959 року як головний науково-дослідний і координаційний центр вивчення африканських проблем і африканістики в СРСР.
Ініціатор заснування і перший директор Інституту — Іван Потьохін, доктор історичних наук  (1959-1964). Пізніше Інститутом керували члени-кореспонденти Академії наук — Василь Солодовников, доктор економічних наук  (1964-1976) і Анатолій Громико, доктор історичних наук  (1976-1992). З 1992 по 2015 рік установу очолював академік РАН, доктор історичних наук Олексій Васильєв. З 2016 року директор Інституту — член-кореспондент Російської академії наук, доктор економічних наук, професор Ірина Абрамова.
Інститут Африки розташований у садибі Тарасова (архітектор Іван Жолтовський) на вулиці Спірідоновка 30/1, Москва, Російська Федерація.

## Структура
До складу Інституту входять:
- 10 науково-дослідних Центрів
- Центр наукової інформації та міжнародних зв'язків
- Відділ аспірантури
- Редакційно-видавничий відділ
- Бібліотека Інституту Африки РАН — унікальне зібрання наукової та довідкової літератури з Африки, найбільша в Російській Федерації та країн СНД. Фонди бібліотеки налічують близько 120 тисяч одиниць зберігання. Це книги, брошури, дисертації, періодичні видання російською та іноземними мовами з проблем країн Африки та Арабського світу.

### Загальні структурні підрозділи
- Центр цивілізаційних і регіональних досліджень. Створений 1998 року за погодженням із Президією РАН на підставі Постанови Бюро Відділення міжнародних відносин РАН у зв'язку з необхідністю розробки нових напрямків наукових досліджень у галузі проблем міжнародного і регіонального розвитку країн СНД.

- Центр глобальних і стратегічних досліджень
- Центр вивчення проблем перехідної економіки
- Центр вивчення російсько-африканських відносин і зовнішньої політики країн Африки
- Центр вивчення країн Північної Африки і Африканського Рогу
- Центр вивчення країн Тропічної Африки
- Центр досліджень Півдня Африки
- Центр історії та культурної антропології [Архівовано 15 серпня 2018 у Wayback Machine.]
- Центр наукової інформації та міжнародних зв'язків
- Центр соціологічних і політологічних досліджень
- Центр цивілізаційних і регіональних досліджень
- Лабораторія геоекономічних досліджень
- Група гендерних досліджень

## Співробітники
- Васильєв Олексій Михайлович, доктор історичних наук, професор, академік РАН, почесний президент
- Абрамова Ірина Олегівна, доктор економічних наук, професор, член-кореспондент РАН, директор; член Президії РАН
- Бондаренко Дмитро Михайлович, доктор історичних наук, професор, член-кореспондент РАН, заступник директора
- Фітуні Леонід Леонідович, доктор економічних наус, професор, член-кореспондент РАН, заступник директора
- Андрєєва Лариса Анатоліївна, доктор філософських наук, професор РАН
- Беккін Ренат Ірикович, доктор економічних наук, професор РАН
- Кобищанов Юрій Михайлович, доктор історичних наук, головний науковий співробітник
- Корендясов Євген Миколайович, кандидат економічних наук, завідувач центру дослідження українсько-африканських відносин, Надзвичайний і Повноважний Посол РФ
- Коротаєв Андрій Віталійович, доктор історичних наук, професор, провідний науковий співробітник
- Саватєєв Анатолій Дмитрович, доктор історичних наук, провідний науковий співробітник
- Следзевській Ігор Васильович, доктор історичних наук, директор Центру цивілізаційних і регіональних досліджень
- Шубін Володимир Геннадійович, доктор історичних наук, професор, головний науковий співробітник

## Основні напрямки досліджень
- Африканська складова всесвітньої історії та історії культури
- Глобальні проблеми сучасності та Африка
- Історичні зв'язки Росії та Африки
- Африка і Росія в міжнародних відносинах
- Комплексні дослідження економічного і соціально-політичного розвитку країн Північної Африки і Африканського Рогу у взаємозв'язку з національними інтересами Росії
- Еволюція політичних систем держав Тропічної Африки в контексті світових політичних процесів

Інститут видає науковий журнал «Азія і Африка сьогодні» — щомісячний науковий і загально-політичний журнал, єдине в Росії періодичне видання, яке висвітлює проблеми країн Азії та Африки. Спільно з Інститутом сходознавства Російської академії наук видають журнал «Схід» (колишня назва — «Народи Азії та Африки»).

## Книги, видані в ІАфр РАН
- Саватеев А. Д. Исламская цивилизация в Тропической Африке. М., 2006. 304 с ISBN 5-201-04815-3. Объем 19,0 п.л. Тираж 300 экз.
- Токарев А. А. ФНЛА в антиколониальной борьбе и гражданской войне в Анголе. М., 2006. 184 с ISBN 5-201-04812-9. Объем 11,5 п.л. Тираж 250 экз.
- Шауро Э. А. Эритрея. Справочник. М., Изд. фирма «Восточная литература», 2005. 118 с ISBN 5-02-018456-X. Объем 7,3 п.л. Тираж 200 экз.
- Тихомиров Н. К. Региональные конфликты. Проблема Юга Судана. М., 2006. 212 с ISBN 5-201-04834-X. Объем 13,2 п.л. Тираж 200 экз.
- African Security: International and Regional Problems. Moscow, 2006. 136 p. ISBN 5-201-04821-8.
- Russian Academy of Sciences. Institute for African Studies. Reference Book. — M., 2005. — 59 p.- ISBN 5-201-04800-5
- Security for Africa: Internal and External Aspects. — М., 2005. — 286 р.
- Абрамова И. О. Арабский город на рубеже тысячелетий (на примере Египта). — М.: Изд. фирма «Вост. лит-ра» РАН, 2005.
- Африка в начале XXI века. Проблемы экономического развития. — М., 2005. — 250 с.
- Африка во Второй мировой войне. — М., 2005. — 228 с.
- Африка в воспоминаниях ветеранов дипломатической службы. 5(12) / Институт Африки РАН; Совет ветеранов МИД РФ. — М., 2004. — 306 с. — ISBN 5-201-04926-5
- Африка: власть и политика. / Отв. ред. Косухин Н. Д. — М., 2004. — 124 с. — ISBN 5-201-04925-7
- Африканистика молодых. Материалы первой всероссийской научной конференции «Школа молодого африканиста». (Москва, 25-27 ноября 2001 г.). — М., 2004. — 189 с. — ISBN 5-201-04930-3
- Баскин В. С. Проблемы развития внешней торговли стран Африки в конце ХХ — начале XXI в. — М., 2004. — 112 c. — ISBN 5-201-04938-9
- Беженцы в Африке. — М., 2004. — 130 с
- Библиография книг, брошюр и статей по Африке, опубликованных в СНГ в 2003 г. — М., 2004. — 87 с. — Труды Института Африки РАН. «Справочно-библиографическая серия». Т. 8.
- Виганд В. К. Африка. Национальное богатство и международное перераспределение ресурсов / Отв. ред. Фитуни Л. Л. — М., 2004. — 147 с. — ISBN 5-201-14936-2
- Зайцев А. В. Африкано-американская музыка и проблемы африкано-американской идентичности (XX в.). — М.: ПМЛ Ин-та Африки РАН, 2004. — 138 с.
- Крылова Н. Л., Прожогина С. В. Метисы: кто они? Проблемы социализации и самоидентификации. — М.: ПМЛ Ин-та Африки РАН, 2004. — 275 с.
- Куда идёшь, Африка? / Отв. ред. Субботин В. А. и Потёмкин Ю. В. — М., 2004. — 193 с. — ISBN 5-201-04917-6
- Лопатов В. В. Экспортно-импортный потенциал стран Африки. М., 2004. — 219 с. — ISBN 5-201-04920-6
- Матвеева Н. Ф. Кения: Справочник. — 3-е изд., перераб. и доп. / Отв. ред. Пегушев А. М. — М.: Издательская фирма «Восточная литература» РАН, 2004. — 160 с.: карта. — ISBN 5-02-018374-1
- Мужчина и женщина. Диалог или соперничестиво? Серия «Гендерные исследования». Т. 6. — М.: ПМЛ Ин-та Африки РАН, 2004. — 200 с.
- Никифоров А. В. Аграрное развитие в Африке в условиях хозяйственных реформ. — М.: ПМЛ Ин-та Африки РАН, 2004. −62 с.
- Пинг Жан. Глобализация, мир, демократия и развитие в Африке. Опыт Габона. — М., 2004. — ISBN 5-201-04792-0
- Позднякова А. П. Малави: Справочник.- 2-е изд., испр. и доп. / Отв. ред. Демкина П. А. — М.: Издательская фирма «Восточная литература» РАН, 2004. — 176 с.: карта. — ISBN 5-02-018373-3
- Рощин Г. Е. Внешнеэкономические аспекты регулирования хозяйственного развития стран Африки. / Отв. ред. Морозов В. П. — М., 2004. 48 с. — ISBN 5-201-04931-1
- Садовская Л. М. Становление и развитие парламентаризма в Африке. — М.: ПМЛ Ин-та Африки РАН, 2004. — 49 с.
- Страны Африки и Россия (Справочник). — М., 2004. — 280 с.
- Фахрутдинова Н. З. Исламский фактор в общественно-политической жизни Судана. / Отв. ред. Косухин Н. Д. — М., 2004. — 84 с. — ISBN 5-201-04919-2
- Френкель М. Ю. История Нигерии в лицах (первые идеологи национализма). — М., 2004. — 178 с. — ISBN 5-201-04928-1
- Аннотированная библиография Марокко (Публикации на русском языке). / Сост. Подгорнова Н. П. Отв. ред. Ткаченко А. А. — М., 2003, — 491 с. — ISBN 5-201-04769-6
- Африка во внешнеполитических приоритетах России. / Отв. ред. Дейч Т. Л. — М., 2003, — 127 с. — ISBN 5-201-04867-6
- Африканская интеграция: социально-политическое измерение. / Отв. ред. Потёмкин Ю. В. — М., 2003, — 145 с. — ISBN 5-201-04888-9
- Библиография книг, брошюр и статей по Африке, опубликованных в СНГ в 2001 г. (Справочно-библиографическая серия. Т. 6.). / Сост. Иванов Ан. Н. Отв. ред. Большов И. Г. — М., 2003. — 78 с. — ISBN 5-201-04900-1
- Библиография книг, брошюр и статей по Африке, опубликованных в СНГ в 2002 г. (Справочно-библиографическая серия. Т. 7.). / Сост. Иванов Ан. Н. Отв. ред. Большов И. Г. — М., 2003. — 103 с. — ISBN 5-201-04907-9
- Васильев А. М. Африка — падчерица глобализации. — М.: Изд. фирма Вост. лит-ра, 2003. — 263 с. — ISBN 5-02-018355-5
- Винокуров Ю. Н. Демократическая Республика Конго: Власть и оппозиция — М.: Изд. фирма Вост. лит-ра, 2003. — 286 с. — ISBN 5-02-018358-X
- Высоцкая Н. И. Эволюция национализма в Тропической Африке. XX в. / Отв. ред. Потемкин Ю. В. — М., 2003, — 176 с. — ISBN 5-201-04887-0
- Герасимчук И. В. Международное экологическое сотрудничество на юге Африки / Отв. ред. Потемкин Ю. В. — М., 2003, — 124 с. — ISBN 5-201-04917-6
- Горелик Б. М. Российская иммиграция в Южную Африку: вчера и сегодня. / Отв. ред. Рытов Л. Н. — М., 2007. — 255 с. — ISBN 978-5-91298-013-8
- Грибанова В. В. Образование в Южной Африке. От апартеида к демократическим преобразованиям. / Отв. ред. Субботин В. А. — М., 2003, — 135 с. — ISBN 5-201-04880-3
- Гущин Е. В., Павлов В. В. Валюты и валютные системы стран Африки. В 2-х частях. / Отв. ред. Фитуни Л. Л. — М., 2003. — 34 с. — Ч. 1 — 229 с; Ч. 2 — 243 с. — ISBN 5-201-04766-1
- Иванова О. Я. Коморские Острова: Справочник. / Отв. ред. Винокуров Ю. Н. — М.: Изд. фирма Вост. лит-ра, 2003. — 63 с. — ISBN 5-02-018372-5.
- Путешествие из России в Марокко (1918—2001). / Сост. Подгорнова Н. П. Отв. ред. Ткаченко А. А. — М., 2003, — 560 с. — ISBN 5-201-04871-4
- Пшонковский Р. Э. Приток капитала и формирование фондовых рынков в Африке. / Отв. ред. Морозов В. П. — М., 2003. — 26 с. — ISBN 5-201-04902-8
- Синицын С. Я. На заре африканской независимости (Из воспоминаний дипломата). — М., 2003. — 171 с. — ISBN 5-201-04910-9
- Становление отечественной африканистики, 1920-е — начало 1960-х. / Отв. ред. А. Б. Давидсон. — М., 2003. — 391 с. — ISBN 5-02-008900-1
- Френкель М. Ю. Африканский национализм как идеология. — М., 2003. — 56 с. — ISBN 5-201-04905-2
- Nomadic Pathways in Social Evolution / The ‘Civilization Dimention’ Series. Vol. 5. Kradin, N.N.; Bondarenko, D.M. and Barfield, T.J. (Ed.) — Moscow, 2003. — 181 p. — ISBN 5-201-04908-7 (Кочевая альтернатива социальной эволюции. / Отв. ред. Крадин Н. Н., Бондаренко Д. М. и Барфилд Т.Дж. — М., 2003. — 181 p.)